# Pseudobrimus congoanus
Pseudobrimus congoanus är en skalbaggsart som beskrevs av Stefan von Breuning 1936. Pseudobrimus congoanus ingår i släktet Pseudobrimus och familjen långhorningar. Inga underarter finns listade i Catalogue of Life.